# Фосс (Оклахома)
Фосс (англ. Foss) — місто (англ. town) в США, в окрузі Вошіта штату Оклахома. Населення — 101 осіб (2020).

## Географія
Фосс розташований за координатами 35°27′0″ пн. ш. 99°10′15″ зх. д. / 35.45000° пн. ш. 99.17083° зх. д. (35.450045, -99.170763).  За даними Бюро перепису населення США в 2010 році місто мало площу 1,88 км², уся площа — суходіл.

## Демографія
Згідно з переписом 2010 року, у місті мешкала 151 особа в 59 домогосподарствах у складі 41 родини. Густота населення становила 80 осіб/км².  Було 84 помешкання (45/км²).
Расовий склад населення:
| - 74,2 % — білих - 11,9 % — корінних американців - 1,3 % — вихідців з тихоокеанських островів - 0,7 % — азіатів - 6,0 % — осіб інших рас |

До двох чи більше рас належало 6,0 %. Частка іспаномовних становила 8,6 % від усіх жителів.
За віковим діапазоном населення розподілялося таким чином: 25,8 % — особи молодші 18 років, 57,6 % — особи у віці 18—64 років, 16,6 % — особи у віці 65 років та старші. Медіана віку мешканця становила 40,2 року. На 100 осіб жіночої статі у місті припадало 109,7 чоловіків;  на 100 жінок у віці від 18 років та старших — 107,4 чоловіків також старших 18 років.
За межею бідності перебувало 12,6 % осіб, у тому числі 25,0 % дітей у віці до 18 років та 7,9 % осіб у віці 65 років та старших.
Цивільне працевлаштоване населення становило 87 осіб. Основні галузі зайнятості: роздрібна торгівля — 26,4 %, сільське господарство, лісництво, риболовля — 25,3 %, освіта, охорона здоров'я та соціальна допомога — 17,2 %, публічна адміністрація — 12,6 %.